# 5958 Barrande
5958 Barrande è un asteroide della fascia principale. Scoperto nel 1989, presenta un'orbita caratterizzata da un semiasse maggiore pari a 2,3480931 UA e da un'eccentricità di 0,1302925, inclinata di 2,57306° rispetto all'eclittica.